# Världscupen i alpin skidåkning 1995/1996
Världscupen i alpin skidåkning 1995/1996 inleddes den 12 november 1995 i Tignes för herrar och 16 november 1995 i Vail för damerna. Säsongen avslutades i Kvitfjell den 10 mars 1996. Vinnare av totala världscupen blev Katja Seizinger och Lasse Kjus.

## Tävlingskalender

### Herrar

#### Störtlopp
| Datum            | Ort                               | Etta                        | Tvåa                                                | Trea                        |
| ---------------- | --------------------------------- | --------------------------- | --------------------------------------------------- | --------------------------- |
| 1 december 1995  | Vail (USA)                        | Luc Alphand (Frankrike)     | Lasse Kjus (Norge)                                  | Patrick Ortlieb (Österrike) |
| 9 december 1995  | Val d’Isère (Frankrike)           | Luc Alphand (Frankrike)     | Roland Assinger (Österrike)                         | Hannes Trinkl (Österrike)   |
| 16 december 1995 | Val Gardena (Italien)             | Patrick Ortlieb (Österrike) | Xavier Gigandet (Schweiz)                           | Luc Alphand (Frankrike)     |
| 29 december 1995 | Bormio (Italien)                  | Lasse Kjus (Norge)          | Andreas Schifferer (Österrike)                      | Ed Podivinsky (Kanada)      |
| 13 januari 1996  | Kitzbühel (Österrike)             | Günther Mader (Österrike)   | Luc Alphand (Frankrike)                             | Peter Runggaldier (Italien) |
| 19 januari 1996  | Veysonnaz (Schweiz)               | Bruno Kernen (Schweiz)      | William Besse (Schweiz)                             | Daniel Mahrer (Schweiz)     |
| 20 januari 1996  | Veysonnaz (Schweiz)               | Bruno Kernen (Schweiz)      | Luc Alphand (Frankrike) Patrick Ortlieb (Österrike) |                             |
| 2 februari 1996  | Garmisch-Partenkirchen (Tyskland) | Luc Alphand (Frankrike)     | Brian Stemmle (Kanada)                              | Peter Runggaldier (Italien) |
| 6 mars 1996      | Kvitfjell (Norge)                 | Lasse Kjus (Norge)          | Günther Mader (Österrike)                           | Kristian Ghedina (Italien)  |

#### Super-G
| Datum            | Ort                     | Etta                        | Tvåa                      | Trea                      |
| ---------------- | ----------------------- | --------------------------- | ------------------------- | ------------------------- |
| 2 december 1995  | Vail (USA)              | Lasse Kjus (Norge)          | Richard Kröll (Österrike) | Pietro Vitalini (Italien) |
| 10 december 1995 | Val d’Isère (Frankrike) | Atle Skårdal (Norge)        | Lasse Kjus (Norge)        | Hans Knauß (Österrike)    |
| 23 januari 1996  | Valloire (Frankrike)    | Hans Knauß (Österrike)      | Atle Skårdal (Norge)      | Fredrik Nyberg (Sverige)  |
| 3 mars 1996      | Happo One (Japan)       | Peter Runggaldier (Italien) | Atle Skårdal (Norge)      | Hans Knauß (Österrike)    |
| 7 mars 1996      | Kvitfjell (Norge)       | Kjetil André Aamodt (Norge) | Luc Alphand (Frankrike)   | Lasse Kjus (Norge)        |

#### Storslalom
| Datum            | Ort                       | Etta                           | Tvåa                           | Trea                           |
| ---------------- | ------------------------- | ------------------------------ | ------------------------------ | ------------------------------ |
| 12 november 1995 | Tignes (Frankrike)        | Michael von Grünigen (Schweiz) | Lasse Kjus (Norge)             | Urs Kälin (Schweiz)            |
| 17 november 1995 | Beaver Creek (USA)        | Michael von Grünigen (Schweiz) | Lasse Kjus (Norge)             | Urs Kälin (Schweiz)            |
| 25 november 1995 | Park City (USA)           | Michael von Grünigen (Schweiz) | Lasse Kjus (Norge)             | Hans Knauß (Österrike)         |
| 17 december 1995 | Alta Badia (Italien)      | Hans Knauß (Österrike)         | Michael von Grünigen (Schweiz) | Alberto Tomba (Italien)        |
| 21 december 1995 | Kranjska Gora (Slovenien) | Lasse Kjus (Norge)             | Michael von Grünigen (Schweiz) | Mario Reiter (Österrike)       |
| 6 januari 1996   | Flachau (Österrike)       | Urs Kälin (Schweiz)            | Alberto Tomba (Italien)        | Michael von Grünigen (Schweiz) |
| 16 januari 1996  | Adelboden (Schweiz)       | Michael von Grünigen (Schweiz) | Urs Kälin (Schweiz)            | Tom Stiansen (Norge)           |
| 10 februari 1996 | Hinterstoder (Österrike)  | Michael von Grünigen (Schweiz) | Urs Kälin (Schweiz)            | Mario Reiter (Österrike)       |
| 9 mars 1996      | Hafjell (Norge)           | Urs Kälin (Schweiz)            | Tom Stiansen (Norge)           | Christophe Saioni (Frankrike)  |

#### Slalom
| Datum            | Ort                            | Etta                          | Tvåa                        | Trea                             |
| ---------------- | ------------------------------ | ----------------------------- | --------------------------- | -------------------------------- |
| 19 november 1995 | Beaver Creek (USA)             | Michael Tritscher (Österrike) | Sébastien Amiez (Frankrike) | Alberto Tomba (Italien)          |
| 26 november 1995 | Park City (USA)                | Andrej Miklavc (Slovenien)    | Christian Mayer (Österrike) | Fabio De Crignis (Italien)       |
| 19 december 1995 | Madonna di Campiglio (Italien) | Alberto Tomba (Italien)       | Yves Dimier (Frankrike)     | Konrad Kurt Ladstätter (Italien) |
| 22 december 1995 | Kranjska Gora (Slovenien)      | Alberto Tomba (Italien)       | Jure Košir (Slovenien)      | Sébastien Amiez (Frankrike)      |
| 7 januari 1996   | Flachau (Österrike)            | Alberto Tomba (Italien)       | Mario Reiter (Österrike)    | Jure Košir (Slovenien)           |
| 14 januari 1996  | Kitzbühel (Österrike)          | Thomas Sykora (Österrike)     | Alberto Tomba (Italien)     | Jure Košir (Slovenien)           |
| 21 januari 1996  | Veysonnaz (Schweiz)            | Sébastien Amiez (Frankrike)   | René Mlekuz (Slovenien)     | Thomas Sykora (Österrike)        |
| 27 januari 1996  | Sestriere (Italien)            | Mario Reiter (Österrike)      | Thomas Sykora (Österrike)   | Thomas Stangassinger (Österrike) |
| 10 mars 1996     | Hafjell (Norge)                | Thomas Sykora (Österrike)     | Sébastien Amiez (Frankrike) | Jure Košir (Slovenien)           |

#### Alpin kombination
| Datum           | Ort                   | Etta                        | Tvåa                      | Trea                        |
| --------------- | --------------------- | --------------------------- | ------------------------- | --------------------------- |
| 14 januari 1996 | Kitzbühel (Österrike) | Günther Mader (Österrike)   | Hans Knauß (Österrike)    | Bruno Kernen (Schweiz)      |
| 21 januari 1996 | Veysonnaz (Schweiz)   | Marc Girardelli (Luxemburg) | Günther Mader (Österrike) | Kjetil André Aamodt (Norge) |

### Damer

#### Störtlopp
| Datum            | Ort                                | Etta                             | Tvåa                              | Trea                                           |
| ---------------- | ---------------------------------- | -------------------------------- | --------------------------------- | ---------------------------------------------- |
| 1 december 1995  | Lake Louise (Kanada)               | Picabo Street (USA)              | Katja Seizinger (Tyskland)        | Warwara Selenskaja (Ryssland)                  |
| 15 december 1995 | Sankt Anton am Arlberg (Österrike) | Katja Seizinger (Tyskland)       | Heidi Zurbriggen (Schweiz)        | Alexandra Meissnitzer (Österrike)              |
| 16 december 1995 | Sankt Anton am Arlberg (Österrike) | Michaela Dorfmeister (Österrike) | Alexandra Meissnitzer (Österrike) | Picabo Street (USA) Renate Götschl (Österrike) |
| 19 januari 1996  | Cortina d’Ampezzo (Italien)        | Picabo Street (USA)              | Pernilla Wiberg (Sverige)         | Isolde Kostner (Italien)                       |
| 20 januari 1996  | Cortina d’Ampezzo (Italien)        | Isolde Kostner (Italien)         | Picabo Street (USA)               | Renate Götschl (Österrike)                     |
| 3 februari 1996  | Val d’Isère (Frankrike)            | Katja Seizinger (Tyskland)       | Picabo Street (USA)               | Isolde Kostner (Italien)                       |
| 29 februari 1996 | Narvik (Norge)                     | Picabo Street (USA)              | Warwara Selenskaja (Ryssland)     | Heidi Zurbriggen (Schweiz)                     |
| 1 mars 1996      | Narvik (Norge)                     | Warwara Selenskaja (Ryssland)    | Picabo Street (USA)               | Heidi Zurbriggen (Schweiz)                     |
| 13 mars 1996     | Kvitfjell (Norge)                  | Heidi Zurbriggen (Schweiz)       | Isolde Kostner (Italien)          | Katja Seizinger (Tyskland)                     |

#### Super-G
| Datum            | Ort                               | Etta                              | Tvåa                          | Trea                              |
| ---------------- | --------------------------------- | --------------------------------- | ----------------------------- | --------------------------------- |
| 16 november 1995 | Vail (USA)                        | Martina Ertl (Tyskland)           | Katja Seizinger (Tyskland)    | Isolde Kostner (Italien)          |
| 10 december 1995 | Val d’Isère (Frankrike)           | Alexandra Meissnitzer (Österrike) | Heidi Zeller-Bähler (Schweiz) | Mojca Suhadolc (Slovenien)        |
| 20 december 1995 | Veysonnaz (Schweiz)               | Alexandra Meissnitzer (Österrike) | Heidi Zurbriggen (Schweiz)    | Michaela Dorfmeister (Österrike)  |
| 13 januari 1996  | Garmisch-Partenkirchen (Tyskland) | Katja Seizinger (Tyskland)        | Martina Ertl (Tyskland)       | Alexandra Meissnitzer (Österrike) |
| 2 februari 1996  | Val d’Isère (Frankrike)           | Katja Seizinger (Tyskland)        | Renate Götschl (Österrike)    | Hilde Gerg (Tyskland)             |
| 4 februari 1996  | Val d’Isère (Frankrike)           | Katja Seizinger (Tyskland)        | Isolde Kostner (Italien)      | Renate Götschl (Österrike)        |
| 14 mars 1996     | Kvitfjell (Norge)                 | Ingeborg Helen Marken (Norge)     | Katja Seizinger (Tyskland)    | Isolde Kostner (Italien)          |

#### Storslalom
| Datum            | Ort                         | Etta                         | Tvåa                         | Trea                              |
| ---------------- | --------------------------- | ---------------------------- | ---------------------------- | --------------------------------- |
| 11 december 1995 | Val d’Isère (Frankrike)     | Martina Ertl (Tyskland)      | Mojca Suhadolc (Slovenien)   | Alexandra Meissnitzer (Österrike) |
| 21 december 1995 | Veysonnaz (Schweiz)         | Martina Ertl (Tyskland)      | Sabina Panzanini (Italien)   | Anita Wachter (Österrike)         |
| 5 januari 1996   | Maribor (Slovenien)         | Martina Ertl (Tyskland)      | Deborah Compagnoni (Italien) | Katja Seizinger (Tyskland)        |
| 6 januari 1996   | Maribor (Slovenien)         | Katja Seizinger (Tyskland)   | Sonja Nef (Schweiz)          | Martina Ertl (Tyskland)           |
| 21 januari 1996  | Cortina d’Ampezzo (Italien) | Anita Wachter (Österrike)    | Erika Hansson (Sverige)      | Katja Seizinger (Tyskland)        |
| 2 mars 1996      | Narvik (Norge)              | Deborah Compagnoni (Italien) | Sabina Panzanini (Italien)   | Isolde Kostner (Italien)          |
| 16 mars 1996     | Hafjell (Norge)             | Katja Seizinger (Tyskland)   | Martina Ertl (Tyskland)      | Alexandra Meissnitzer (Österrike) |

#### Slalom
| Datum            | Ort                                | Etta                          | Tvåa                      | Trea                           |
| ---------------- | ---------------------------------- | ----------------------------- | ------------------------- | ------------------------------ |
| 18 november 1995 | Vail (USA)                         | Elfi Eder (Österrike)         | Marianne Kjørstad (Norge) | Gabriela Zingre-Graf (Schweiz) |
| 17 december 1995 | Sankt Anton am Arlberg (Österrike) | Elfi Eder (Österrike)         | Urška Hrovat (Slovenien)  | Katja Koren (Slovenien)        |
| 22 december 1995 | Veysonnaz (Schweiz)                | Pernilla Wiberg (Sverige)     | Urška Hrovat (Slovenien)  | Kristina Andersson (Sverige)   |
| 29 december 1995 | Semmering (Österrike)              | Pernilla Wiberg (Sverige)     | Karin Roten (Schweiz)     | Elfi Eder (Österrike)          |
| 30 december 1995 | Semmering (Österrike)              | Elfi Eder (Österrike)         | Marianne Kjørstad (Norge) | Kristina Andersson (Sverige)   |
| 7 januari 1996   | Maribor (Slovenien)                | Kristina Andersson (Sverige)  | Elfi Eder (Österrike)     | Claudia Riegler (Nya Zeeland)  |
| 14 januari 1996  | Garmisch-Partenkirchen (Tyskland)  | Urška Hrovat (Slovenien)      | Elfi Eder (Österrike)     | Roberta Serra (Italien)        |
| 26 januari 1996  | Sestriere (Italien)                | Sonja Nef (Schweiz)           | Marlies Oester (Schweiz)  | Pernilla Wiberg (Sverige)      |
| 28 januari 1996  | Serre Chevalier (Frankrike)        | Claudia Riegler (Nya Zeeland) | Karin Roten (Schweiz)     | Pernilla Wiberg (Sverige)      |
| 17 mars 1996     | Hafjell (Norge)                    | Karin Roten (Schweiz)         | Pernilla Wiberg (Sverige) | Marianne Kjørstad (Norge)      |

#### Alpin kombination
| Datum               | Ort                                | Etta                      | Tvåa                          | Trea                  |
| ------------------- | ---------------------------------- | ------------------------- | ----------------------------- | --------------------- |
| 16-17 december 1995 | Sankt Anton am Arlberg (Österrike) | Anita Wachter (Österrike) | Ingeborg Helen Marken (Norge) | Hilde Gerg (Tyskland) |

## Slutplacering damer
| Placering | Namn                  | Land      | Poäng |
| --------- | --------------------- | --------- | ----- |
| 1         | Katja Seizinger       | Tyskland  | 1472  |
| 2         | Martina Ertl          | Tyskland  | 1059  |
| 3         | Anita Wachter         | Österrike | 1044  |
| 4         | Isolde Kostner        | Italien   | 905   |
| 5         | Alexandra Meissnitzer | Österrike | 894   |
| 6         | Picabo Street         | USA       | 837   |
| 7         | Heidi Zurbriggen      | Schweiz   | 785   |
| 8         | Pernilla Wiberg       | Sverige   | 777   |
| 9         | Michaela Dorfmeister  | Österrike | 727   |
| 10        | Renate Götschl        | Österrike | 594   |

## Slutplacering herrar
| Placering | Namn                 | Land      | Poäng |
| --------- | -------------------- | --------- | ----- |
| 1         | Lasse Kjus           | Norge     | 1216  |
| 2         | Günther Mader        | Österrike | 991   |
| 3         | Michael von Grünigen | Schweiz   | 880   |
| 4         | Luc Alphand          | Frankrike | 839   |
| 5         | Alberto Tomba        | Italien   | 766   |
| 6         | Hans Knauss          | Österrike | 748   |
| 7         | Fredrik Nyberg       | Sverige   | 673   |
| 8         | Mario Reiter         | Österrike | 667   |
| 9         | Urs Kälin            | Schweiz   | 601   |
| 10        | Kjetil André Aamodt  | Norge     | 560   |